# Homo Soveticus
Homo soveticus или Homo sovieticus (Хо́мо сове́тикус с лат. — «Человек советский») — критическое и ироническое название советского человека. Неологизм состоит из латинского homo (человек) и латинизированного эпитета «советский». Выражение популяризировано писателем А. Зиновьевым в книге «Гомо советикус» (1982).

## История
Выражение «советский человек» широко использовалось в СССР в официальной печати для подчёркивания положительных качеств, присущих гражданам СССР и возникших, как должно было быть видно из названия, благодаря советской власти; напротив, словосочетание homo soveticus могло использоваться лишь неофициально, в приватных беседах и служило для указания на отрицательные черты советских людей, возникшие также из-за советской власти. Некоторые из этих черт активно высмеивались официальной советской сатирой, но гипотеза о том, что недостатки («отдельные», в официальной советской терминологии) могли быть вызваны самим советским строем, цензурой не допускалась. Современный филолог и историк культуры К. А. Богданов связывает возможность создания латинизированного прилагательного «sovieticus» и производных форм с практикой научных изданий по биологии в 1940—1960-е годы, а также с фактом включения латыни в программы средней школы в конце 1940-х годов.
Французский историк Михаил Геллер в своей работе «Машина и винтики. История формирования советского человека» (1988) утверждал, что в советских медицинских вузах изучение латыни начиналось с фразы «Homo sovieticus sum». Геллер утверждал, что выражение использовалось в книге «Советские люди», опубликованной издательством «Политиздат» в 1974 году. Согласно Геллеру, авторы книги объявили, что СССР стал царством свободы, родиной «нового, высшего типа человека разумного — Хомо Советикус».
В СССР термин Го́мо сове́тикус приобрёл широкую известность уже в позднесоветское время, после появления в 1982 году одноимённой остросатирической книги «Гомо советикус» советского социолога и писателя А. Зиновьева, находившегося в эмиграции в Мюнхене. Зиновьев упоминал, что термин использовался на Западе и раньше. В предисловии к книге и в дальнейшем Зиновьев, шокируя своих читателей, утверждал, что он сам является гомо советикусом. Автор также использовал аббревиатуру гомосос, шутливо объясняя это своей, имеющейся у всех «гомососов», любовью к сокращению слов. В своей книге, посвящённой во многом советской интеллигенции, Зиновьев, в частности, писал:

Взгляните на этого [советского] человека! Он неглуп и образован. Его никто не оболванивал, не запугивал, не развращал. Скорее наоборот, он сам это делал в отношении других людей, которые, однако, не считают себя оболваненными, запуганными, развращёнными. Советских людей вообще нет надобности подвергать такой обработке, так как они сами способны кого угодно оболванить, запугать, развратить. Это — их натура, и потому им приятно это делать как в отношении себя, так и других.

В европейской советологии латинизированный вариант «советского человека» фигурировал в работах Клауса Менерта (1958), исследовавшего понятие в контексте социальной психологии, и Йозефа Новака, у которого словосочетание («Homo Sowjeticus») присутствовало в названии книги (1962).

## Определения и особенностиHomo soveticus
Историк Михаил Геллер считал, что Homo soveticus берёт своё начало с попыток большевиков создать «нового человека». Основатели советской системы неоднократно указывали, что для построения коммунизма потребуется создание «нового человека». Геллер определил гомо советикус как совокупность качеств и черт характера, свойственных в разной пропорции всем советским людям. По Геллеру, система советского типа, осуществляя «социальную дрессировку», способствует развитию, росту и господству этих качеств. Геллер перечислял следующие черты «советского человека», как их официально описывала советская идеология: первейшая важность труда; беспредельная преданность Родине; членство в коллективе; постоянная заинтересованность в жизни соседей, от соседей по дому до соседей по планете; об этом человеке целиком заботится государство. Геллер полагал, что, если убрать рекламную риторику, то эти черты вполне совпадают с описанием Зиновьева, и приводил следующую версию текста из книги «Гомо советикус»:

Гомосос приучен жить в сравнительно скверных условиях, готов встречать трудности, постоянно ждет ещё худшего; одобряет действия властей; стремится помешать тем, кто нарушает привычные формы поведения, всецело поддерживает руководство; обладает стандартным идеологизированным сознанием; чувством ответственности за свою страну; готов к жертвам и готов обрекать других на жертвы.

По мнению английского слависта, бывшего сотрудника университета Лидса Ф. Эллиса, постоянные нападки на разум, здравый смысл и правила приличия и искажают и калечат как личность, так и интеллект, упраздняют границу между истиной и ложью. В результате формируется полный страха и лишенный интеллектуальной инициативности Homo sovieticus, который является «рупором для партийных идей и лозунгов, это не столько человеческое существо, сколько сосуд, который наполняется и опорожняется по указанию партии».

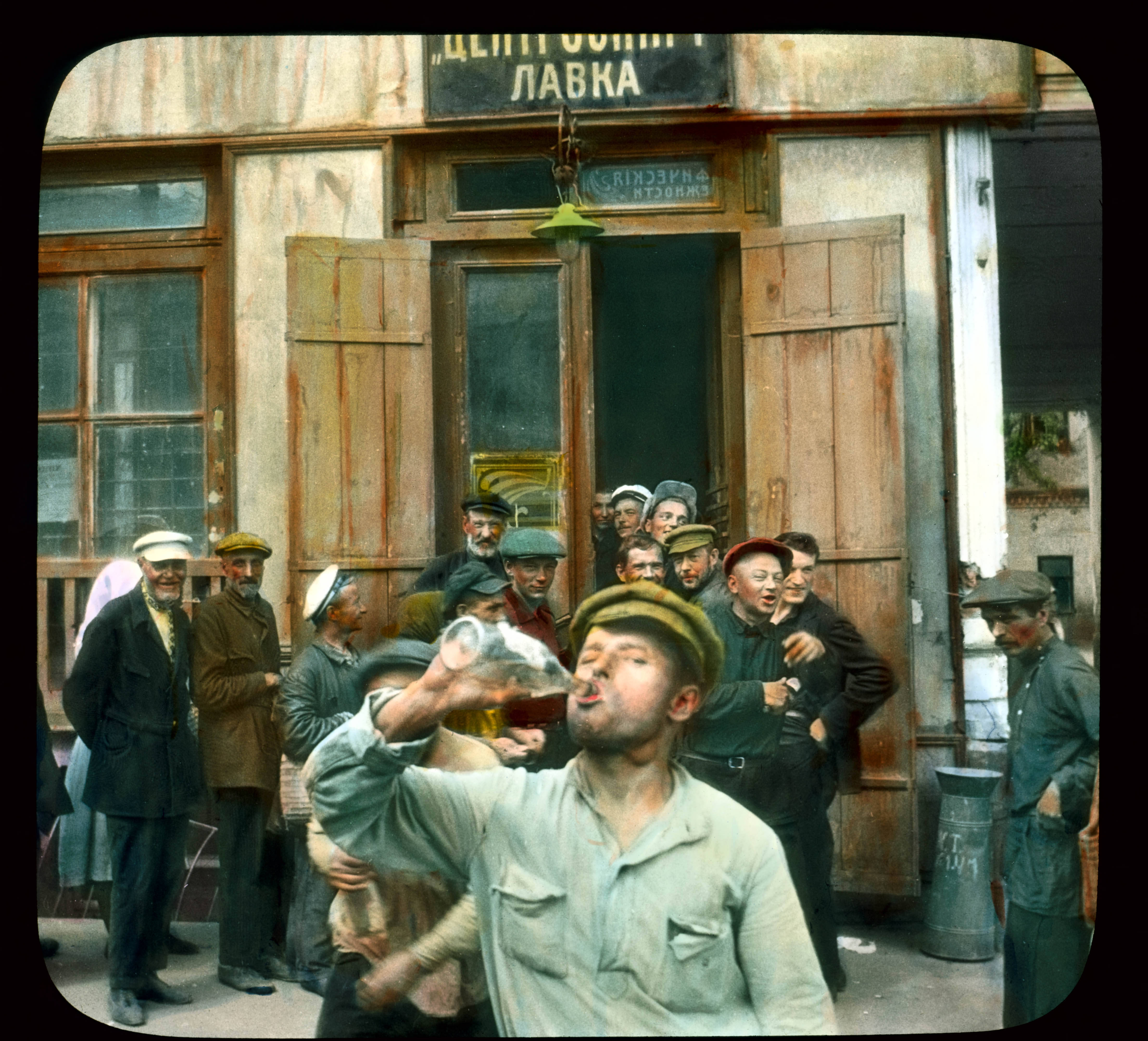
Мужчины пьют возле магазина. Невский проспект, Ленинград, 1931 год

В своих статьях и лекциях известный социолог Юрий Левада и члены его группы отнесли к типичным отрицательным чертам Homo soveticus следующие:
- безразличие к качеству своего труда;
- воровство с рабочих мест;
- отсутствие инициативы и уклонение от любой личной ответственности;
- заниженные амбиции;
- безропотное подчинение любым действиям властей, приспособленчество;
- готовность выполнять любые, даже безнравственные распоряжения;
- склонность к пьянству;
- подозрительность;
- лукавство.

В постсоветское время homo soveticus иногда связывали с шариковым, шариковщиной из повести «Собачье сердце» Михаила Булгакова.

## Исследования Левада-Центра
В ряде работ Ю. Левада описывал отрицательные личные качества, присущие советскому человеку и, подводя итог многолетним исследованиям, высказал уверенность, что советский человек как тип личности никуда не исчез с распадом СССР, а продолжает существовать в современной России и воспроизводиться в новых поколениях. Более того, по мнению учёного, к таким отрицательным чертам, как социальное лицемерие, патернализм, подозрительность и изоляционизм добавились цинизм и повышение уровня агрессии. По мнению Левады, эти негативные изменения снова стали результатом ограничения общественных свобод, а также искажённых экономических и моральных стимулов, внедряемых новыми российскими властями. Как показал один из опросов исследования, к 2004 году значительно сократилось число людей, считающих, что россияне ничем не отличаются от жителей других стран и выросло число тех, кто считает Россию «осаждённой крепостью», окружённой врагами.
Социолог М. Е. Габович, критикуя исследования Левады, отмечает, что исследователи не пытались эмпирически установить существование «советского человека», а просто без какого-либо обоснования объявили советское общество сложенным из людей определённого «антропологического типа», в противоположность западному обществу, где принято выделять разные типы. Целью исследований при этом стал не вопрос об удельном весе какого-либо типа в популяции, а лишь описание его черт. По мнению Габовича, тезис о самом существовании левадовской концепции советского человека следовало сначала доказать путём эмпирических исследований, а не постулировать. По Габовичу, задачей Левады и его сотрудников является «доказательство немодернизации России», связанное с идеализацией Запада, сохранившейся у них с 1970-х годов, когда, по словам Л. Д. Гудкова, «вся умственная работа в интеллигентских кругах укладывалась в рамки невротического сравнения своей реальной жизни и смутно представляемой, но казавшейся разумной и упорядоченной жизни „там“, в „нормальном обществе“».
По мнению британского еженедельника The Economist, посвятившего в 2011 году большую статью понятию Homo sovieticus, после падения коммунизма в 1991, как в России, так и на Западе появилась надежда, что в России укоренятся западные моральные ценности, и страна со временем войдёт в число развитых стран мира. Но, как считают журналисты, такая точка зрения не учитывала степени разрушения экономики России, величины психического истощения людей и глубины морального разложения за 70 лет советской власти. Никто не имел представления, какой тип государства заменит СССР и что значит «быть русским».

## Критика
По мнению российского учёного-педагога Н. Д. Никандрова, выражение Homo Soveticus есть придуманное критиками советской власти оскорбительное название «нового человека», упоминавшегося классиками марксизма-ленинизма в качестве составляющей новой исторической общности, построение которой было декларировано в СССР («советский народ»).
Современный американский и российский социолог и социальный антрополог Алексей Юрчак считает, что в постоянной отсылке к выражению Homo sovieticus в западном академическом и публицистическом дискурсе проявлялись допущения о том, что социализм «плох», «аморален» или «навязан», выражаются представления о существовании в СССР социализма как такового и, соответственно, о неизбежности распада СССР.
Социолог М. Габович сравнивает Homo sovieticus с первородным грехом, на который принято списывать разные непорядки в человеческом обществе.
По мнению философа Артемия Магуна, разочарование группы отечественных интеллектуалов, включая Зиновьева и Леваду, в советском проекте привело в 1970-е годы к крайне негативным последствиям: появлению элитизма у советской интеллигенции, возникновению антинароднического и антипопулистского пафоса («мы небожители, мы мыслим, а вокруг мрак и какие-то антропологические вырожденцы»). Несмотря на гипотетическое отнесение интеллектуалами себя к гомо советикусам, такой подход, по Магуну, являлся лишь притворством. Магун заключает, что враждебность интеллигенции по отношению к народу была причиной её последующего (в 1990-е годы) предательства, что, в свою очередь, привело к контрудару «путинского популизма».
Не согласна была с квалификацией советских людей как Homo soveticus социолог Наталья Никитична Козлова.